# Klara Hitlerová
Klara Hitlerová rozená Pölzlová (12. srpna 1860, Spital, Dolní Rakousy – 21. prosince 1907 Urfahr (dnes součást Lince), Horní Rakousy), byla matkou německého politika a vůdce nacistické strany Adolfa Hitlera.

## Rodina a původ
Klára Hitlerová rozená Pölzlová přišla na svět v dolnorakouské vesnici Spital. Její předci přináležející k selskému stavu jsou v církevních matrikách vysledovatelní v otcovské linii do poloviny 17. století. V mateřské linii pocházeli ze Spitalu a obcí v blízkém okolí, Thauresu, Grosswolfgersu, Walterschlagu. Otcem Kláry Hitlerové byl Jan Křtitel Pölzl (Johann Baptist Pölzl 1828–1902), sedlák ve Spitalu číslo 37, syn Vavřince Pölzla (Laurenz Pölzl 1788–1841) ze Spitalu a Juliany Wallyové (Juliana Wally 1797–1831) z Grosswolfgersu. Matkou Kláry Hitlerové byla manželka Jana Křtitele Pölzla Johana Hüttlerová (Johanna Hüttler 1830–1906), dcera Jana Nepomuka Hüttlera (Johann Nepomuk Hüttler 1807–1888), sedláka ve Spitalu číslo 36 a Evy Marie Deckerové (Eva Marie Decker 1792–1873) z Thauresu. Příjmení Hüttler je zkomoleninou příjmení Hiedler. Příjmení Hiedler nesli předci Johany Hüttlerové vysledovatelní až do 17. století ve Walterschlagu, její děd Martin (1762–1825), praděd Johan i prapraděd Štěpán.
Jan Křtitel Pölzl a Johana Hüttlerová vyrostli ve Spitalu v sousedních domech. Sňatek uzavřeli roku 1848. Rodiče Jana Křtitele Pölzla Vavřinec a Juliana byli již po smrti, novomanželé se proto ujali hospodaření na statku číslo 37. Johana přivedla na svět jedenáct dětí. Vedle Kláry to byli Jan (Johann *† 1849), Marie (Maria 1851–1855), Barbora (Barbara 1853–1855), František (Franz * 1855– † mlád ve Vídni), pekařský tovaryš Josef (Josef 1857–1878), Antonín (Anton 1858–1863), Johana (Johanna 1863–1911), Karel (Karl 1864–1865), Marie (Maria *† 1867) a Terezie (Theresia 1868–1938). Jen pět dětí dosáhlo dospělosti a z nich František a Josef zemřeli v mládí. Johana zůstala svobodná. Od poloviny osmdesátých let 19. století žila v domácnosti Aloise a Kláry Hitlerových. Terezie se roku 1894 provdala za spitalského sedláka Antonína Schmidta (Anton Schmidt 1867–1935). Roku 1866 se rodina Pölzlova přestěhovala na statek Spital číslo 50. V době sňatku nejmladší dcery Terezie roku 1894 byl Jan Křtitel Pölzl domkářem ve Spitalu číslo 52. Jan Křtitel Pölzl a jeho žena Johana rozená Hüttlerová dožili jako výminkáři ve Spitalu číslo 24, statku zetě Antonína Schmidta, manžela nejmladší dcery Terezie.

## Život

### Dětství a mládí (1860–1884)
Rodným domem Kláry Hitlerové rozené Pölzlové byl statek číslo 37 ve Spitalu u dolnorakouské Weitry. Mezi datem jejího narození a křtu 12. srpna 1860 zaznamenaném v matrice při farním kostele sv. Jana Křtitele ve Spitalu a 27. říjnem 1884, kdy společně se svým budoucím manželem Aloisem Hitlerem zaslala biskupskému ordinariátu v Linci žádost o dispens pro uzavření sňatku, z níž je patrné, že se již nacházela v Hitlerově domácnosti v hornorakouském Braunau na Innu, neexistují o jejím životě spolehlivé dokumenty. Veškeré zprávy o mládí Kláry Hitlerové a jejím příchodu do Braunau na Innu vyplývají původně ze dvou zdrojů: z první vědecky zpracované biografie Adolfa Hitlera od německo-amerického žurnalisty Konrada Heidena (1901–1966) vydané roku 1936 v Curychu a ze soukromých poznámek učitelky Marie Pernsteinové (Maria Pernstein † 1955) z let 1938 až 1939. Heiden využíval řadu spolehlivých, z důvodu bezpečnosti v biografii nejmenovaných informantů. Pernsteinová vyučovala od roku 1913 na obecné dívčí škole v Braunau na Innu, roku 1921 se stala ředitelkou a v této funkci odešla roku 1933 do penze. Fotokopie rukopisu je uložena v archivu mnichovského Institutu pro soudobé dějiny. Poznámky využil hornorakouský politik a spisovatel Franz Jetzinger (1882–1965) ve své knize o mládí Adolfa Hitlera, vydané roku 1956 ve Vídni, přestože konstatuje, že obsahují řadu chyb a zaznamenávají i klepy. Přes Konrada Heidena a Franze Jetzingera našly informace o mládí Kláry Hitlerové opírající se o vzpomínky současníků cestu do dalších publikací. Uvádí se, že se Kláře Hitlerové dostalo jen základního vzdělání. Podle Konrada Heidena i Marie Pernsteinové se jí jako čtrnácti- resp. patnáctileté roku 1874 nebo 1875 ujal její příbuzný Alois Hitler, v tu dobu v prvním manželství ženatý s o čtrnáct let starší Annou rozenou Glasslovou (Anna Glassl 1823–1883), dcerou úředníka z dolnorakouského Theresienfeldu. Pernsteinová klade datum sňatku Aloise Hitlera s Annou Glasslovou do roku 1873. Heiden udává rok 1864 a k tomuto roku se přiklání i rakouský historik Roman Sandgruber. Matriční záznam potvrzující toto datum se nepodařilo najít, neboť není známo, kde se svatba konala. Manželství zůstalo bezdětné.
Alois Hitler udržoval milenecký poměr s Františkou Matzelsbergerovou (Franziska Matzelsberger 1861–1884), dcerou sedláka z Wengu (Weng im Innkreis). Pernsteinová zaznamenává, že se s dívkou seznámil, když se na počátku osmdesátých let 19. století v Braunau na Innu přistěhoval do Streifova hostince (pravděpodobně v nynější ulici Linzerstrasse), kde byla zaměstnána. Manželství s Annou rozenou Glasslovou mělo být podle Heidena i Pernsteinové rozvedeno. Ze vztahu Aloise Hitlera s Františkou Matzelsbergerovou vzešel syn Alois Hitler mladší (1882–1956), narozený ve Vídni 13. ledna 1882 jako Alois Matzelsberger. Anna Hitlerová rozená Glasslová zemřela 6. dubna 1883 ve věku šedesáti let na úbytě. Její stav v úmrtní matrice je udán jako manželka celního úředníka, místo úmrtí Braunau na Innu, Ringelgasse 149 (nyní Palmstrasse 19). 22. května 1883 uzavřel Alois Hitler s Františkou Matzelsbergerovou sňatek. Bydliště je v matrice oddavků uvedeno v Braunau na Innu na adrese Vorstadt číslo 219 (nyní Salzburger Vorstadt 15). Tím byl legitimován syn Alois Hitler mladší. 28. července 1883 se ve Vídni narodila dcera Angela Hitlerová (1883–1949). Františka Hitlerová rozená Matzelsbergerová podlehla 10. srpna 1884 v Lachu nedaleko Braunau na Innu tuberkulóze a byla pohřbena na hřbitově u farního kostela sv. Pankráce v Ranshofenu. Místo úmrtí Františky Hitlerové rozené Matzelsbergerové v Lachu u Ranshofenu spojuje Marie Pernsteinová s ozdravným pobytem mimo město.

### Manželství s Aloisem Hitlerem (1885–1903)

#### Braunau na Innu
Učitelka Marie Pernsteinová ve svých poznámkách neuvádí, kde se po dobu trvání mileneckého vztahu a druhého manželství Aloise Hitlera s Františkou rozenou Matzelsbergerovou zdržovala Klára Pölzlová, kterou přijal do své domácnosti ještě za života své první ženy Anny rozené Glasslové. Podle biografa Adolfa Hitlera Konrada Heidena musela na popud Františky Matzelsbergerové odejít z domu a přijala zaměstnání ve Vídni. V rodině Hitlerově se nacházela nejpozději krátce před nebo po smrti Františky Hitlerové rozené Matzelsbergerové časově se kryjící s počátkem Klářina prvního těhotenství. Dopisem z 27. října 1884 žádali Alois Hitler a Klára Pölzlová biskupský ordinariát v Linci o dispens, udělení výjimky z překážky manželství a to z důvodu blízkého příbuzenství. V žádosti uvedli, že ženich je vdovcem a otcem dvou a půlletého chlapce a rok a dva měsíce starého děvčete, jejichž péči po smrti matky převzala nevěsta. Ta je nemajetná a proto bez vyhlídek na jiný sňatek.
7. ledna 1885 se Klára Pölzlová ve farním kostele sv. Štěpána v Braunau na Innu provdala za Aloise Hitlera. V matriční záznamu o svatbě je uvedena služební hodnost Aloise Hitlera c. k. oficiál celního úřadu. Bydliště je udáno v Braunau na Innu stejně jako při svatbě s Františkou Matzelsbergerovou na adrese Vorstadt číslo 219 (nyní Salzburger Vorstadt 15). Šlo o nájemní byt ve druhém patře hostince Františka a Heleny Dafnerových U jelena (Zum Hirschen). Marie Pernsteinová zmiňuje, že u Hitlerů žila Klářina neprovdaná, podle pamětníků postižená sestra Johana Pölzlová. Během osmnáctiletého manželství poznamenaného častým stěhováním přivedla Klára Hitlerová na svět šest dětí, z nichž se pouze dvě dožily dospělosti. 17. května 1885 se v Braunau na Innu narodil syn Gustav Hitler, 23. září 1886 následovala dcera Ida Hitlerová. Obě děti zemřely v batolecím věku na záškrt, Gustav 9. prosince 1887, Ida 22. ledna roku 1888. Syn Adolf Hitler se narodil 20. dubna 1889 a o dva dny později byl pokřtěn v braunauském farním kostele sv. Štěpána. Byl třetím, nikoliv jak je v literatuře mylně uváděno čtvrtým dítětem Kláry Hitlerové. Na chybu zakládající se na výpovědi nejmladšího dítěte Kláry a Aloise Hitlerových Pavly Hitlerové z jejího výslechu americkými okupačními silami upozornil roku 2016 Florian Kotanko (1949). V červnu 1889 se rodina Hitlerova v Braunau na Innu přestěhovala do domu zvaného Hörlhaus, (nyní Altstadt 16), v září 1890 do domu zvaného Botenhaus, (nyní Linzer Strasse 47). Na této adrese přišel 17. června 1892 na svět syn Otto Hitler. Zemřel 23. června 1892 na vodnatelnost mozku.

#### Pasov
Mezi zářím 1892 a dubnem 1894 žila Klára Hitlerová v Pasově, kam se s rodinou přestěhovala po povýšení manžela na zastupujícího vrchního oficiála. Nejprve bydleli Hitlerovi v Pasově na adrese Neumarkt 449 (nyní Theresienstrasse 23), později na adrese Kapuzinerstrasse 31 (nyní Kapuzinerstrasse 5). Tam v březnu 1894 přišel na svět syn Edmund Hitler (1894–1900). Na památku Kláry Hitlerové nesla část ulice Kapuzinerstrasse mezi lety 1934–1945 její jméno.

#### Urfahr, Hafeld, Lambach
Po přeložení Aloise Hitlera v dubnu 1894 do Lince nezůstala Klára Hitlerová s dětmi v Pasově, jak se mylně uvádí v literatuře, nýbrž následovala manžela do místa nového působiště. Rodina našla podnájem na protilehlém břehu Dunaje v městě Urfahr (od roku 1919 součást Lince), nejprve v domě na ulici Kreuzstrasse číslo 9 a od listopadu 1894 do května 1895 na ulici Kaarstrasse číslo 27, v domě, jehož majitelem byl Leopold Mostny (1843–1942), průmyslník a dlouholetý urfahrský obecní rada za Německou nacionální stranu. Židovský původ Leopolda Mostnyho byl důvodem, proč dům Kaarstrasse číslo 27 nebyl po anšlusu Rakouska tak jako jiná bydliště mladého Adolfa Hitlera památkově chráněn a pobyt rodiny Hitlerovy v Urfahru byl zamlčen. V únoru 1895 zakoupili Klára a Alois Hitlerovi za 7.250 zlatých od penzionovaného cestářského mistra Josefa Radleggera z Welsu v osadě Hafeld u obce Fischlham statek číslo 15 zvaný Schrottaugut či Rauschergut (nyní Almsteg 29) s dvaceti hektary zemědělské půdy. V červnu 1895 byl Alois Hitler po čtyřicetileté službě penzionován a hodlal se věnovat zemědělství. Syn Adolf započal roku 1895 školní docházku v malotřídné obecné škole ve Fischlhamu. V lednu 1896 se v Hafeldu narodilo poslední dítě Aloise a Kláry Hitlerových, Pavla Hitlerová (Paula Hitler (Wolf) 1896–1960). Stejného roku opustil domov nevlastní syn Kláry Hitlerové Alois Hitler mladší, poslaný do učení číšníkem v Urfahru. Splácení kupní ceny za statek a jeho obhospodařování překročilo finanční prostředky i fyzické a psychické síly Kláry a Aloise Hitlerových. V létě 1897 statek v Hafeldu prodali a přesídlili do blízkého Lambachu, nejprve do mlýna Schmiedmühle a pak na náměstí Marktplatz číslo 58, hostince Černý orel (Schwarzer Adler). Syn Adolf navštěvoval plně organizovanou obecnou školu a působil v chlapeckém pěveckém sboru při klášterní škole benediktinského opatství Lambach.

#### Leonding: smrt Aloise Hitlera
Na podzim 1898 zakoupila rodina Hitlerova v Leondingu dům číslo 61 (nyní Michaelsberg 16) s pozemkem o výměře 2 165 metrů čtverečních. Přestěhovala se v únoru 1899. Po vychození páté třídy obecné školy v Leondingu začal syn Adolf roku 1900 navštěvovat c. k. státní reálnou školu v Linci a již v první ročník opakoval. Nevlastní syn Alois Hitler mladší zběhl roku 1898 z učení a domů se již nevrátil. Roku 1900 byl pro krádež odsouzen k pětiměsíčnímu, roku 1902 k osmiměsíčnímu žaláři. V červnu 1900 podlehl šestiletý syn Edmund narozený v Pasově spalničkám a byl pohřben na leondingském hřbitově. Dcera Pavla začala v Leondingu docházku do obecné školy. Manžel Kláry Hitlerové Alois se v Leondingu věnoval včelařství a ovocnářství a angažoval se v pěveckém spolku. Zajímal se o politické dění a udržoval kontakt s antiklerikálně smýšlejícím sedlákem Josefem Mayrhoferem, v letech 1897–1903 starostou Leondingu. 3. ledna 1903 dopoledne zemřel na plicní krvácení. Smrt ho dostihla náhle ve Stiflerově hostinci, Leonding číslo 12 (Wirtsthaus Stifler, od roku 1903 Wirtshaus Wiesinger, dnes Pizzeria Bardolino, Michaelsbergstrasse číslo 1), kam denně docházel. 5. ledna 1903 byl pohřben na hřbitově v Leondingu. Kláře Hitlerové byla vyměřena roční vdovská penze ve výši 1 200 korun a 240 korun pro syna Adolfa a dceru Pavlu. Nevlastní dcera Angela se roku 1903 provdala za státního úředníka Leo Raubala (1897–1910) z Lince. Roku 1904 hrozilo synu Adolfovi znovu opakování ročníku. Z Lince proto přestoupil na státní reálnou školu ve Steyru, kterou ale brzy pro nemoc opustil.

### Vdovství (1903–1907)

#### Linec
V červnu roku 1905 Klára Hitlerová dům v Leondingu prodala a odstěhovala se s dětmi Adolfem a Pavlou a sestrou Johanou Pölzlovou vypomáhající jí v domácnosti do Lince. Pronajala si byt v Humboldtově ulici (Humboldstrasse) číslo 31. K vylepšení rodinného rozpočtu docházel k Hitlerovým čtyřikrát týdně na stravu třináctiletý Vilém Hagmüller (Wilhelm Hagmüller), syn pekaře a obchodníka smíšeným zbožím z Leondingu, navštěvující v Linci školu. Prázdniny roku 1905 a 1906 strávila Klára Hitlerová s dětmi ve Spitalu u sestry Terezie provdané za sedláka Antonína Schmidta. 14. ledna 1907 vyhledala Klára Hitlerová kvůli silným bolestem na prsou doktora Eduarda Blocha (1872–1945), v Linci velmi uznávaného a oblíbeného praktického lékaře. Bloch diagnostikoval rakovinu prsu a doporučil jako jedinou život prodlužující možnost radikální operaci. Operaci, u níž byl Eduard Bloch na přání Kláry Hitlerové přítomen, provedl 18. ledna 1907 Karel Urban, primář chirurgického oddělení v linecké nemocnici Milosrdných sester. Po dvaceti dnech byla pacientka propuštěna. Doléčení převzal doktor Bloch a Klára Hitlerová docházela jednou týdně do jeho ordinace.

#### Urfahr: nemoc a smrt
Začátkem května 1907 rodina Hitlerova přesídlila z Lince na druhý břeh Dunaje do městečka Urfahr, do bytu v ulici Hauptstrasse číslo 46. O dva týdny později si pravděpodobně na iniciativu Adolfa Hitlera, který pro matku chtěl co nejlepší podmínky, pronajala drahý, ale světlý a vzdušný byt v ulici Blütenstrasse číslo 9. V červenci a srpnu 1907 Klára Hitlerová docházky k doktoru Blochovi přerušila. Část léta strávila pravděpodobně ve svém rodišti ve Spitalu. V září se onemocnění znovu projevilo. Od konce října 1907 byla upoutána na lůžko. Bloch konstatoval nový zhoubný nádor a informoval příbuzné o bezvýchodnosti jejího stavu. Od 6. listopadu denně, někdy i dvakrát dojížděl za pacientkou do Urfahru. Bolesti mírnil podáváním morfia. Na hnisající nádor aplikoval se svolením rodiny jodoformové obklady, což byla moderní metoda doporučovaná v Rakousku teprve od roku 1907. Jodoform dezinfikoval, zastavoval krvácení a zmírňoval bolesti. Klára Hitlerová zemřela 21. prosince 1907 ve dvě hodiny ráno v kruhu rodiny. 23. prosince 1907 byla pohřbena vedle svého muže na hřbitově v Leondingu. Roku 2012 byl se souhlasem smluvní uživatelky z hrobu odstraněn pomník a hrobové místo zrušeno. K exhumaci pozůstatků Kláry a Aloise Hitlerových nedošlo.

## Recepce
Hodnocení osobnosti Kláry Hitlerové je z důvodu chybějících písemných zdrojů velmi obtížné. Data z jejího života lze rekonstruovat na základě matričních záznamů. Osobní dokumenty, dopisy, deníky, poznámky apod. neexistují. Jedinými zdroji jsou vzpomínky současníků. Německo-americký psychoanalytik a spisovatel Arno Gruen například předpokládá slabou, submisivní ženu, která rozmazlováním vehnala syna Adolfa do konkurenčního vztahu k otci, před jehož násilnostmi jej nedokázala ochránit. Německá teoložka, pedagožka a feministka Christa Mulacková vyvíjí obraz milující a mírumilovné matky degradované v patriarchálně-autoritativní společnosti do role bezmocné oběti terorizované násilnickým mužem. Rakouský historik Roman Sandgruber naproti tomu na základě dopisů Aloise Hitlera chválícího aktivitu své ženy, její smysl pro ekonomiku a potěšení z vedení hospodářství vyzvedává, že byla energickou ženou samostatně nakládající rodinnými financemi. Disponovala vlastními úsporami a finančními prostředky po rodičích a měla poloviční podíl na nemovitostech v dolnorakouském Wörnhartsu a hornorakouském Hafeldu a Leondingu, které rodina Hitlerova v průběhu let vlastnila.

## Příbuzenství Kláry Hitlerové rozené Pölzlové a Aloise Hitlera
Děd Kláry Hitlerové rozené Pölzlové z matčiny strany Jan Nepomuk Hüttler (Johann Nepomuk Hüttler 1807–1888), sedlák v dolnorakouském Spitalu číslo 36, přijal roku 1842 nebo o několik let později do své domácnosti chlapce Aloise Schicklgrubera (Alois Schicklgruber 1837 Strones – 1903 Leonding), pozdějšího manžela Kláry Hitlerové rozené Pölzlové a otce Adolfa Hitlera. Alois Schicklgruber byl nemanželským synem Anny Marie Schicklgruberové (Anna Maria Schicklgruber 1795 Strones – 1847 Kleinmotten), dcery Jana Schicklgrubera (Johannes Schicklgruber 1764–1847), sedláka z dolnorakouského Stronesu číslo 1 a Terezie Pfeisingerové (Theresia Pfeisinger 1769-1821) z Dietreichsu. Anna Marie Schicklgruberová bývá zaměňována se svou mladší sestrou Marií Annou narozenou roku 1796.
Alois Schicklgruber se narodil ve Stronesu číslo 13, statku Jana Trummelschlagera a Josefy rozené Schicklgruberové, švagra a mladší sestry Anny Marie Schickelgruberové. Trummelschlagerovi se ujali kmotrovství. 10. května 1842 se Anna Marie Schickelgruberová v Döllersheimu, kam byl Strones přifaren, provdala za staršího bratra Jana Nepomuka Hüttlera Jana Jiřího Hiedlera (Johann Georg Hiedler 1792–1857). V matričním záznamu o sňatku je u nevěsty uvedeno křestní jméno Anna. Z udaného věku 47 let vyplývá, že se narodila roku 1795. Jan Jiří Hiedler, u nějž je v matrice uvedeno křestní jméno Jiří, byl podle matričního záznamu obyvatelem a mlynářským tovaryšem dolnorakouské obce Thürnthal a toho času bydlel s nevěstou u jejího otce ve Stronesu číslo 22. Příjmení bratrů Jana Jiřího Hiedlera a Jana Nepomuka Hüttlera je v církevních matrikách psáno rozdílně, přičemž u tvaru Hüttler jde o variantu původního tvaru Hiedler. Příjmení Hiedler je odvozeno od slova Hiedl, bavorsko-rakouského nářečního výrazu pro vyvěračku, místo vyústění podzemního vodního toku na povrch. V církevních matrikách se objevují varianty Hietler, Hidl, Hittler a konečně Hitler.
7. ledna 1847 skonala Anna Marie Hiedlerová rozená Schicklgruberová v Kleinmotten číslo 4, vesnici sousedící se Stronesem, na úbytě v důsledku vody na plicích. Na základě matričního zápisu o její smrti a pohřbu, kde je její křestní jméno uvedeno zkráceně ve formě MAnna a udán věk 50 let, došlo s největší pravděpodobností k pozdější záměně s její sestrou Marií Annou narozenou roku 1796. Jan Jiří Hiedler zemřel roku 1857 ve Spitalu číslo 49 na mrtvici. Syn Anny Marie Hiedlerové rozené Schicklgruberové Alois Schicklgruber byl odevzdán na vychování Janu Nepomukovi Hüttlerovi do Spitalu nejpozději v souvislosti s její smrtí. Roku 1850 vstoupil ve Spitalu u ševce Antonína Ledermüllera (Anton Ledermüller) do učení ukončeného v březnu 1852 tovaryšskou zkouškou. Roku 1855 se ve Vídni přihlásil k finanční stráži. Roku 1876 zosnoval Jan Nepomuk Hüttler prohlášení Aloise Schicklgrubera za syna svého zemřelého bratra Jana Jiřího Hiedlera. Prohlášení opírající se o notářem potvrzené výpovědi tří svědků bylo předloženo farnímu úřadu v Döllersheimu a zaznamenáno k zápisu o narození a křtu Aloise Schickelgrubera. Do sloupce se jménem a příjmením otce byl zapsán Jiří Hitler (Georg Hitler). Správnost postupu v souladu s platnými zákony potvrdilo dolnorakouské místodržitelství.
Matka Kláry Hitlerové Johana Pölzlová rozená Hüttlerová a Alois Hitler se prohlášením Aloise Hitlera za syna jejího strýce Jana Jiřího Hiedlera stali sestřenicí a bratrancem. V této příbuzenské konstelaci byli Alois Hitler a jeho žena Klára strýcem a neteří z druhého kolena. Časová prodleva 19 let po smrti Jana Jiřího Hiedlera a 29 let po smrti jeho ženy Anny Marie rozené Schicklgruberové vedla k hypotéze, že biologickým otcem Aloise Hitlera nebyl Jan Jiří Hiedler, nýbrž jeho pěstoun Jan Nepomuk Hüttler. V tomto případě by matka Kláry Hitlerové Johana Pölzlová rozená Hüttlerová a Alois Hitler byli nevlastními sourozenci se stejným otcem a různými matkami a Klára Hitlerová nevlastní neteří svého muže Aloise Hitlera. Uzavření manželství Kláry Pölzlové a Aloise Hitlera podle katolického ritu bylo z důvodu blízkého příbuzenství podmíněno vyžádáním papežského dispensu. Žádost o dispens se schematickým náčrtkem rodokmenu vyjadřujícím stupeň příbuzenství se zachovala v archivu biskupského ordinariátu v Linci. Jako společný předek obou žadatelů je udán jistý Martin, praděd nevěsty a děd ženicha. Jednalo se o Martina Hiedlera (1762–1829), manžela Anny Marie Göschlové (1760–1854), otce bratrů Jana Jiřího Hiedlera a Jana Nepomuka Hüttlera.

## Osud spitalských příbuzných Kláry Hitlerové po druhé světové válce
Ze svazku nejmladší sestry Kláry Hitlerové, Terezie Pölzlové a Antonína Schmidta ze Spitalu pošly děti Jan (Johann Schmidt 1894–1945), Marie provdaná Koppensteinerová (Maria Koppensteiner 1899–1953) a Eduard (Eduard Schmidt † 1951). Schmidtovi znali svého bratrance Adolfa Hitlera z jeho prázdninových pobytů ve Spitalu v letech 1905, 1906, pravděpodobně 1907 a v roce 1908. Naposled jej mohli vidět v říjnu 1920. 10. října 1920 agitoval Adolf Hitler v Gmündu proti vedení nové hranice mezi Rakouskem a Československem, která rozdělila město na dvě části. Z 10. na 11. října 1920 nocoval ve Spitalu. Roku 1938 přiřkl Adolf Hitler spitalským příbuzným částku třiceti tisíc říšských marek (kupní síla v roce 2021 podle Německé státní banky 129 000 euro) a určil, že o rozdělení této částky rozhodne jeho sestra Pavla Hitlerová. Ta tuto částku využívala především k financování dárků k narozeninám a Vánocům. Největším vydáním byla koupě domku nemajetnému bratranci Eduadovi Schmidtovi. V květnu 1945 zatkla sourozence Schmidtovy společně se stejnojmenným synem Jana Schmidta a mužem Marie Schmidtové Ignácem Koppensteinerem zvláštní jednotka sovětské vojenské kontrarozvědky Směrš a obvinila je z válečných zločinů. Jan Schmidt starší zemřel po zatčení při jednom z prvních výslechů ve Vídni, ostatní byli odvlečení do Sovětského svazu a odsouzeni k dvaceti pěti letům odnětí svobody. Eduard Schmidt, Marie Koppensteinerová rozená Schmidtová a její muž Ignác Koppensteiner zemřeli v gulagu. Jan Schmidt mladší (1925–2003) byl roku 1955 propuštěn na svobodu.